# Magia Record: Puella Magi Madoka Magica Side Story
Magia Record: Puella Magi Madoka Magica Side Story (マギアレコード 魔法少女まどか☆マギカ外伝, Magiarekōdo mahō shōjo Madoka ☆ magika gaiden) est un jeu vidéo de rôle développé par f4samurai (ja) sur Android and iOS, sorti au Japon en août 2017. Le jeu est un spin-off de l'anime de 2011 Puella Magi Madoka Magica. Il suit l'histoire de Iroha Tamaki, personnage absent de l'œuvre originale, qui se rend dans la ville de Kamihama à la recherche de sa sœur disparue.
Une adaptation en manga, dessinée par Fujino Fuji, est prépubliée dans le magazine Manga Time Kirara Forward (en) depuis le 24 août 2018. Une pièce de théâtre adaptée de l'œuvre se produit en 2018. Une adaptation en série d'animation est réalisée par le studio Shaft. Les trois saisons sont diffusées respectivement entre janvier et mars 2020, entre août et septembre 2021, et en avril 2022. En France, la série est d'abord diffusée par Wakanim, puis par Crunchyroll après la fusion.

## Synopsis
L'histoire du jeu vidéo Magia Record est scindée en deux arcs narratifs. Le premier arc se compose de deux scénarios parallèles ; l'histoire principale qui tourne autour d'Iroha et de ses relations avec les uwasa et les Magius, et l'autre histoire (Another Story), qui suit les événements de la ville de Kamihama du point de vue des personnages principaux de Puella Magi Madoka Magica. Le deuxième arc couvre les événements après la résolution du conflit avec les Magius où Iroha traite des kimochi, un phénomène distinct des uwasa ou des sorcières.

## Jeu vidéo

### Système de jeu
Magia Record est un tactical RPG au tour par tour dans lequel des magical girls contrôlées par le joueur — positionnées sur le côté droit de l'écran — affrontent des sorcières et des familiers — positionnés sur le côté gauche. Les magical girls sont sélectionnées l'équipe en choisissant trois des cinq disques d'attaque trouvés — en bas de l'écran. Il existe trois types d'attaques que le joueur peut utiliser : « Accele », qui augmente les points de magie ; « Blast », qui peut cibler plusieurs ennemis dans une rangée ou une colonne ; et « Charge », qui augmente la puissance de la prochaine attaque. Les magical girls sont également capables d'utiliser des compétences et des « Magia ».
L'histoire principale du jeu est séparée en chapitres, eux-mêmes divisés en épisodes. Une fois qu'un épisode est terminé, le joueur reçoit des récompenses, des points d'expérience pour chaque magical girl dans l'équipe, et un score de réussite de la bataille et peut rejouer l'épisode ou passer au suivant. Si le joueur perd une bataille dans un épisode, il peut continuer en utilisant des pierres de Magia, l'une des monnaies du jeu. Terminer les missions secondaires récompense le joueur avec des matériaux pour améliorer ses magical girls ou de la monnaie pour acheter ledit matériel.

### Développement et publication
Le jeu est officiellement annoncé en septembre 2016, lors de l'événement nommé « Madogatari » pour le 40e anniversaire du studio d'animation Shaft, qui a produit l'anime Puella Magi Madoka Magica. Ume Aoki (en), la créatrice des personnages de cette série d'animation, gère la conception des personnages du jeu, avec plus de dix personnages créés spécialement pour le jeu, dont la protagoniste Iroha Tamaki. L'animation de la scène d'ouverture et des transformations en magical girl sont produites par Shaft. Le jeu est produit par Yusuke Toyama et Masaki Sato,.
La sortie de Magia Record est initialement prévue pour mai 2017 au Japon. Cependant, elle est repoussée, d'abord à juillet, puis finalement au 22 août 2017.

## Manga
Une adaptation du jeu vidéo en manga, dessinée par Fujino Fuji, est prépubliée dans le magazine Manga Time Kirara Forward depuis le 24 août 2018.
Une traduction en français du manga par Meian est annoncée pour janvier 2024.

## Anime
Une adaptation en anime produite par le studio Shaft est annoncée en septembre 2018. Initialement prévue pour 2019, elle est finalement diffusée entre le 4 janvier et le 28 mars 2020 sur Tokyo MX, GYT, GTV, BS11 et MBS. La série est réalisée et scénarisée par Doroinu de Gekidan Inu Curry, avec Yukihiro Miyamoto (en) comme assistant réalisateur, Junichirō Taniguchi en tant que character designer et Takumi Ozawa composant les musiques de la série. Akiyuki Shinbo supervise l'animation. La distribution vocale est reprise de celle du jeu vidéo. TrySail (en) interprète la chanson thème d'ouverture de la série, Gomakashi (ごまかし), tandis que ClariS interprète la chanson thème de fin, Alethea (アリシア, Arishia).
La première saison est composée de 13 épisodes et la deuxième saison est annoncée dans le dernier épisode de la première. La deuxième saison, intitulée The Eve of Awakening (覚醒前夜, Kakusei Zen'ya), est diffusée du 1er août au 26 septembre 2021. ClariS interprète la chanson thème d'ouverture, Careless (ケアレス, Kearesu), tandis que TrySail interprète la chanson thème de fin, Lapis. La troisième et dernière saison, intitulée Dawn of a Shallow Dream (浅き夢の暁, Asaki yume no akatsuki), est initialement prévue pour fin 2021, mais est retardée en raison de problèmes de production,. Les quatre épisodes de la série sont finalement diffusés simultanément le 3 avril 2022. ClariS et TrySail interprètent la chanson thème de fin de la troisième saison, intitulée Orugōru (オルゴール, litt. « Boîte à musique »).

## Représentation théâtrale
Le jeu a également inspiré une adaptation théâtrale, représentée entre le 24 août et le 9 septembre 2018. Les personnages sont interprétés par les idols du groupe Hiragana Keyakizaka46 (en). Le Blu-ray et le DVD de l'adaptation scénique sortent le 27 février 2019.